# IAE SuperFan
L’IAE V2500 SuperFan était une étude de conception pour une turbosoufflante à engrenages à fort taux de dilution dérivée de l'IAE V2500. Développée par la coentreprise internationale International Aero Engines, elle fut offerte comme option de propulsion principale pour le futur avion de ligne européen Airbus A340, en janvier 1987. 
Bien que plusieurs clients eurent signé des contrats préliminaires pour cette version du moteur, les dirigeants de la société IAE décidèrent, en mars 1987, d'arrêter le développement du SuperFan, ce qui força par ailleurs Airbus à partiellement revoir la conception de son A340.

## Programme de développement

### Premières études et résultats espérés
En juillet 1986, IAE confirma être alors en train de conduire une étude de conception préliminaire concernant un moteur à fort taux de dilution qui utilisait les composants du cœur principal du V2500. La poussée maximale prévue produite par le moteur devait être comprise entre 122,55 et 142,34 kN, pour une consommation spécifique de carburant de seulement 80 % de celle du V2500.
Avant de lancer cette étude, les détenteurs de la coentreprise (Rolls-Royce, Pratt & Whitney et MTU Aero Engines) avaient examiné plusieurs configurations permettant d'obtenir un moteur à taux de dilution élevé, incluant plusieurs caractéristiques particulières telles que des pales de soufflante à pas variable, une soufflante à engrenages ou des systèmes contrarotatifs (à engrenages ou non). Le passage en revue de ces études de conception, en juin, montrèrent qu'un tel moteur à taux de dilution élevé serait un moteur à sens de rotation unique, doté d'une soufflante à pas variable et entraînée par des engrenages. Le diamètre de cette dernière serait de 1 080 à 1 180 mm, tandis que le taux de dilution serait situé entre 18 et 20 : 1. La disponibilité de ce moteur était estimée pour une période s'étalant entre 1992 et 1994.
En décembre 1986, le V2500 SuperFan fut officiellement proposé au constructeur Airbus pour son A340, alors en cours de développement. En même temps que cette proposition, des détails de conception supplémentaires furent révélés. En plus du « cœur » du V2500, IAE affirma être en mesure de dériver tous les autres composants à partir de technologies déjà éprouvées. La soufflante, de la taille de celle du RB.211, devait être entraînée par une boîte à engrenages dérivée de celle employée dans les moteurs Rolls-Royce Tyne. Cette configuration avait un taux de dilution de 20 pour 1 et devait produire une poussée de 133,45 kN. De plus, en raison de l'utilisation de technologies déjà existantes, les coûts et les risques pris pour le développement du SuperFan furent estimés plus faibles que ceux du moteur concurrent CFM56-5.
En raison de la consommation spécifique réduite et d'une poussée plus importante, la conception de l'A340 fut modifiée. Comparée à la distance franchissable originale de 7 000 nautiques (soit 12 964 km), la version révisée, désignée A340-200, aurait dû avoir une distance franchissable de 8 000 nautiques (soit 14 816 km) avec la totalité de ses passagers. Airbus décida, le 26 décembre 1986, d'offrir le SuperFan comme première option de motorisation pour l'A340. Le constructeur américain Boeing étudia également le SuperFan comme option pour le programme 7J7.

### Doutes sur la technologie et retards dans le programme
Dès le mois de février 1987, des voix apparurent et indiquèrent qu'il existait des risques, non-seulement pour la nouvelle technologie des turbosoufflantes à engrenages, mais également concernant l'échec potentiel à livrer le SuperFan dans les temps. En plus du fait que le V2500 n'était pas encore certifié, aucune maquette du SuperFan n'avait encore été présentée, même pas un moteur d'essais. Au même moment, la Deutsche Lufthansa et Airbus signèrent un contrat préliminaire pour 15 commandes et 15 options pour l'A340 avec moteurs SuperFan. Les premières livraisons furent fixées pour le mois d'avril 1992. Reinhardt Abraham (vice-président de la Lufthansa), affirma que la Lufthansa connaissait les risques liés au programme SuperFan, mais avait obtenu de solides garanties de la part d'IAE concernant les performances et la date de livraison des moteurs. Il décrivit aussi le SuperFan comme étant plutôt une technologie conservatrice, comparé aux nombreux programmes de soufflantes non-carénées (propfans) qui gagnaient de l'attention à cette époque.
En contradiction avec ça, les officiels de la compagnie Douglas Aircraft – responsable du concurrent MD-11 – s'interrogèrent sur le calendrier du SuperFan. En plus de l'absence de démonstrateur et de moteur d'essais, la faisabilité de la boîte à engrenages devant supporter une puissance de 20 000 ch était sujette à caution. Le concurrent CFM International avait même complètement balayé l'idée que le moteur puisse être développé dans la courte marge de temps restant jusqu'à 1992. En dépit de ces problèmes, Airbus fut en mesure d'annoncer, lors d'une réunion du bureau des superviseurs le 13 mars 1987, un total de 104 engagements de la part de neuf clients pour leur programme A330/A340. Le 3 avril, Northwest Airlines annonça son engagement pour une vingtaine d'A340 avec moteurs SuperFan.
Lors d'une réunion interne, le 7 avril 1987, le programme SuperFan fut officiellement annoncé comme étant « indéfiniment repoussé ».

### Responsabilités et mésententes entre les différents acteurs du programme
Aucune autre déclaration officiellement ne fut faite après cette décision, mais Ralph Robin, PDG de Rolls-Royce et membre du bureau d'IAE, indiqua qu'il existait des problèmes dans le système basse-pression, qui menaçaient sérieusement d'affecter la date de livraison prévue de 1992. Airbus fut informé formellement des risques techniques mi-mars. L'entreprise insista sur le fait que les problèmes de compresseur à haute pression auxquels faisait face le V2500 à la même période n'avaient rien à voir avec le retard du SuperFan. IAE soutint également que le SuperFan n'était rien de plus qu'une étude d'ingénierie et qu'ils n'avaient jamais prévu de développer ce moteur. Malgré tout, des études plus poussées sur le concept de turbosoufflante à engrenages furent annoncées.
En totale contradiction avec la version affirmée par IAE, le vice-président de la Lufthansa, Reinhardt Abraham, apporta des éclaircissements sur l'affaire, affirmant que les bureaux de la compagnie allemande avaient reçu des confirmations verbales et écrites déclarant que le SuperFan était un programme de développement fixé. Il admit que la Lufthansa avait réalisé les risques dans ce programme, mais avait compté sur l'expérience et la réputation d'IAE et des compagnies qui la constituaient. Quand on lui demanda les raisons de ce retard, il révéla qu'à un meeting de début 1987, IAE présenta de nombreux problèmes techniques qui venaient d'apparaître : Ne fut pas mentionnée que la boîte à engrenages, mais également le mécanisme de pas variable et la canalisation du flux secondaire du moteur. Mais, dans l'esprit d'Abraham, ces problèmes auraient pu être résolus en investissant plus dans les études sur le moteur. Il accusa les problèmes de compresseur haute-pression du V2500 d'avoir été les déclencheurs de l'abandon du SuperFan. Cette affirmation est soutenue par le fait que le cœur d'un moteur qui est optimisé pour un usage « turbofan » classique ne peut absolument pas être utilisé sur une turbosoufflante à engrenages sans devoir subir de grosses modifications pour prévenir les pompages de compresseur dans les phases de fonctionnement à faible poussée.
Quand il devint clair que le SuperFan ne serait pas disponible, Airbus décida d'offrir le CFM56-5C sur son A340. Afin de pouvoir accomplir une performance similaire à celle prévue avec le SuperFan, le constructeur augmenta l'envergure de l'appareil de 2,60 m, augmentant ainsi la capacité en carburant interne de l'avion.

## Caractéristiques techniques du concept
Le diamètre de la soufflante du SuperFan était prévu pour être de 2 720 mm, résultant en une nacelle de 3 050 mm de diamètre faite en matériaux composites. Pour également assurer une bonne performance dans les régimes de fonctionnement intermédiaires, et pour pouvoir supporter l'inverseur de poussée, un mécanisme de pas variable pour les 18 pales de soufflante aurait dû être installé. Les pales elles-mêmes étaient creuses et en titane,.
La boîte à engrenages de la soufflante, avec un rapport de réduction de 3 pour 1, aurait été dérivée de celle du Rolls-Royce Tyne. Il peut donc en être conclu que la boîte à engrenages du SuperFan aurait été réalisée selon une conception planétaire avec un unique engrenage hélicoïdal.